# Liga Mexicana del Pacífico 1979-80
La Temporada 1979-80 de la Liga Mexicana del Pacífico fue la 22.ª edición, bajo el nombre de Jesús Estrada Rocha y comenzó el 8 de octubre de 1979.
A partir de esta temporada el equipo de Guaymas cambió su nombre a Marineros de Guaymas debido al acuerdo que tenían con el equipo de grandes ligas Marineros de Seattle.
Durante la campaña se lanzó un juego sin hit ni carrera y se estableció el récord de más triples en una temporada.
La temporada finalizó el 27 de enero de 1980, con la coronación de los Naranjeros de Hermosillo al vencer 4-2 en serie final a los Tomateros de Culiacán.

## Sistema de competencia

### Temporada regular
La temporada regular se jugó con el sistema de "todos contra todos", en rol corrido sin vueltas, abarcando un total de 74 juegos a disputarse para cada uno de los diez clubes.

### Postemporada
Tras el término de la temporada regular, los ocho equipos con mayor porcentaje sobre la base de ganados y perdidos pasan a la etapa denominada postemporada (round robin). En esta etapa, los equipos de cada zona se enfrentan entre sí en un total de 12 juegos, en cada zona el equipo con mayor número de juegos ganados avanza a la final.

### Final
Se da entre los equipos que ganaron en la etapa de round robin, a ganar 4 de 7 juegos.

## Calendario
- Número de Juegos: 74 juegos

## Datos Sobresalientes
- Fernando López, lanza un juego sin hit ni carrera el 3 de diciembre de 1979, con los Ostioneros de Guaymas en contra de Venados de Mazatlán, siendo el número 15 de la historia de la LMP.
- Raymundo Torres establece el récord de 8 triples en una temporada jugando con Naranjeros de Hermosillo.

## Equipos participantes
| Liga Mexicana del Pacífico 1979-80 |                          |           |             |                           |                          |           |
| Zona                               | Equipo                   | Fundación | Mánager     | Ciudad                    | Estadio                  | Capacidad |
| Norte                              | Águilas de Mexicali      | 1948      | Por definir | Mexicali, Baja California | Nido de los Águilas      | 9,000     |
| Norte                              | Marineros de Guaymas     | 1945      | Por definir | Guaymas, Sonora           | "Abelardo L. Rodríguez"  | 5,000     |
| Norte                              | Naranjeros de Hermosillo | 1944      | Por definir | Hermosillo, Sonora        | Héctor Espino            | 10,000    |
| Norte                              | Potros de Tijuana        | 1948      | Por definir | Tijuana, Baja California  | Cerro Colorado           | 10,000    |
| Norte                              | Yaquis de Ciudad Obregón | 1947      | Por definir | Ciudad Obregón, Sonora    | Tomás Oroz Gaytán        | 10,000    |
| Sur                                | Algodoneros de Guasave   | 1970      | Por definir | Guasave, Sinaloa          | Francisco Carranza Limón | 8,000     |
| Sur                                | Cañeros de Los Mochis    | 1947      | Por definir | Los Mochis, Sinaloa       | Emilio Ibarra Almada     | 6,000     |
| Sur                                | Mayos de Navojoa         | 1950      | Por definir | Navojoa, Sonora           | Manuel Ciclón Echeverría | 8,000     |
| Sur                                | Tomateros de Culiacán    | 1965      | Por definir | Culiacán, Sinaloa         | General Ángel Flores     | 10,000    |
| Sur                                | Venados de Mazatlán      | 1945      | Por definir | Mazatlán, Sinaloa         | Teodoro Mariscal         | 6,000     |

## Standing

### General
| Zona Norte               | Zona Norte | Zona Norte | Zona Norte | Zona Norte | Zona Norte | Zona Norte |
| Equipo                   | JJ         | JG         | JP         | JE         | PCT        | JV         |
| ------------------------ | ---------- | ---------- | ---------- | ---------- | ---------- | ---------- |
| Naranjeros de Hermosillo | 74         | 51         | 23         | -          | .689       | -          |
| Yaquis de Ciudad Obregón | 74         | 35         | 38         | 1          | .479       | 15.5       |
| Marineros de Guaymas     | 74         | 33         | 39         | 2          | .458       | 17.0       |
| Águilas de Mexicali      | 74         | 31         | 40         | 3          | .437       | 18.5       |
| Potros de Tijuana        | 74         | 31         | 43         | -          | .419       | 20.0       |

| Zona Sur               | Zona Sur | Zona Sur | Zona Sur | Zona Sur | Zona Sur | Zona Sur |
| Equipo                 | JJ       | JG       | JP       | JE       | PCT      | JV       |
| ---------------------- | -------- | -------- | -------- | -------- | -------- | -------- |
| Tomateros de Culiacán  | 74       | 38       | 36       | -        | .514     | -        |
| Venados de Mazatlán    | 74       | 36       | 35       | 3        | .507     | 0.5      |
| Mayos de Navojoa       | 74       | 37       | 37       | -        | .500     | 1.0      |
| Algodoneros de Guasave | 74       | 36       | 36       | 2        | .500     | 1.0      |
| Cañeros de Los Mochis  | 74       | 36       | 37       | 1        | .493     | 1.5      |

| Avanza a Post-temporada |

## Postemporada (Round Robin)
| Zona Norte               | Zona Norte | Zona Norte | Zona Norte | Zona Norte | Zona Norte | Zona Norte |
| Equipo                   | JJ         | JG         | JP         | PCT        | JV         |            |
| ------------------------ | ---------- | ---------- | ---------- | ---------- | ---------- | ---------- |
| Naranjeros de Hermosillo | 12         | 8          | 4          | .667       | -          |            |
| Águilas de Mexicali      | 12         | 7          | 5          | .583       | 1.0        |            |
| Yaquis de Ciudad Obregón | 12         | 6          | 6          | .500       | 2.0        |            |
| Marineros de Guaymas     | 12         | 3          | 9          | .250       | 5.0        |            |

| Zona Sur               | Zona Sur | Zona Sur | Zona Sur | Zona Sur | Zona Sur | Zona Sur |
| Equipo                 | JJ       | JG       | JP       | PCT      | JV       |          |
| ---------------------- | -------- | -------- | -------- | -------- | -------- | -------- |
| Tomateros de Culiacán  | 12       | 10       | 2        | .833     | -        |          |
| Mayos de Navojoa       | 12       | 6        | 6        | .500     | 4.0      |          |
| Venados de Mazatlán    | 12       | 4        | 8        | .33      | 6.0      |          |
| Algodoneros de Guasave | 12       | 4        | 8        | .33      | 6.0      |          |

| Avanza a la final |

## Final
| Equipos                  | JJ | JG | JP | PCT  | JV  |
| ------------------------ | -- | -- | -- | ---- | --- |
| Naranjeros de Hermosillo | 6  | 4  | 2  | .667 | -   |
| Tomateros de Culiacán    | 6  | 2  | 4  | .333 | 2.0 |

| Campeón |

## Cuadro de Honor
| Equipos                  | Posición   |
| ------------------------ | ---------- |
| Naranjeros de Hermosillo | Campeón    |
| Tomateros de Culiacán    | Subcampeón |
| Mayos de Navojoa         | 3° Lugar   |
| Yaquis de Ciudad Obregón | 4° Lugar   |
| Venados de Mazatlán      | 5° Lugar   |
| Algodoneros de Guasave   | 6° Lugar   |
| Águilas de Mexicali      | 7° Lugar   |
| Marineros de Guaymas     | 8° Lugar   |
| Cañeros de Los Mochis    | 9° Lugar   |
| Potros de Tijuana        | 10° Lugar  |

## Designaciones
A continuación se muestran a los jugadores más valiosos de la temporada.
| Designación         | Ganador           | Equipo                   |
| ------------------- | ----------------- | ------------------------ |
| Jugador Más Valioso | Maximino León     | Naranjeros de Hermosillo |
| Pitcher del Año     | Vicente Romo      | Tomateros de Culiacán    |
| Novato del año      | Salvador Colorado | Potros de Tijuana        |
| Mánager del Año     | Benjamín Reyes    | Naranjeros de Hermosillo |
| Mánager Campeón     | Benjamín Reyes    | Naranjeros de Hermosillo |
| Campeón de Bateo    | Neil Fiala        | Algodoneros de Guasave   |
| Campeón de Pitcheo  | Maximino León     | Naranjeros de Hermosillo |